# Zipaquirá
Zipaquirá (španska izgovarjava: [sipakiˈɾa]) je občina in mesto v Kolumbiji v departmaju Cundinamarca. Sosednji občini sta Cogua in Nemocón na severu; Tocancipá na vzhodu; Tabio, Cajicá in Sopó na jugu; in Subachoque in Pacho na zahodu. Sedež občinske vlade je 49 kilometrov oddaljen od glavnega mesta Bogotá. Je del metropolitanskega območja Velike Bogote in je glavno mesto province. Je tudi sedež istoimenske škofije in vključuje velik del departmaja Cundinamarca, ki sega do središča Bogote, regije Rionegro, doline Ubaté in regije Guavio.
Mesto je znano predvsem po Solni katedrali, podzemni cerkvi, zgrajeni znotraj rudnika soli v predoru, ki je nastal kot posledica izkopavanja soli. Zipaquirá ima izvirno arhitekturo, staro mestno jedro pa je turistična znamenitost. Glavni trg je obdan s starimi stavbami v španskem kolonialnem slogu. Do tega majhnega mesta se lahko pripeljete z vlakom iz Bogote.

## Etimologija
Obstajata dva možna izvora imena mesta. Eden od njih je vzet od staroselcev, ki so naseljevali podnožje gorovja Zippa, "Chicaquicha", kar pomeni "naša velika stena" ali po drugih virih "mesto našega očeta"; do 19. stoletja je bilo ime zapisano s črko C. 
Druga možnost se nanaša na ime "zipa". V čibča jeziku Muisca, ki so pred španskim osvajanjem naseljevali Altiplano Cundiboyacense, ime pomeni Dežela zipa. Zipa je bil vladar tega ozemlja.

## Zgodovina

### Obdobje pred kolonizacijo
V dolini Abra med krajem Zipaquirá in Tocancipá so našli nekaj najstarejših človeških ostankov v Južni Ameriki. Kamenodobne plasti razkrivajo živalske kosti in delce ogljika, analizirane z ogljikom 14, ki je star okoli 12.500 let, zaradi česar je najstarejši dokaz človeške naselitve na Altiplano Cundiboyacense.
Domačini, ki so tam živeli, so se naselili v zgornjem delu rudnika, imenovanem "Puebla Viejo", zdaj znan kot Santiago Pérez, približno 200 metrov nad sedanjim položajem mesta in kjer zgodnji španski opisi (1537) govorijo o »videnju nekaj sto bivališč z 12.000 prebivalci«.
Te dežele so bile del domene zipa Bacata, vodje južnega dela Muisca. To območje planote Bogotá je imelo v tistem času vrsto majhnih jezer in kanjonov, ki so omogočali prevoz prebivalcev s kanuji, s pomočjo katerih so prebivalci Nemocóna, Gachancipá in Tocancipá prišli do Chicaquicha, da bi poiskali zaloge soli. ki so jih zamenjali za keramiko in ploščice. S soljo se je trgovalo tudi med ljudstvi po vsej andski regiji Kolumbije, vključno s Panche in Pantágora v sedanjem departmaju Tolima ter Muzo iz današnjega departmaja Boyacá.

### Novo kraljestvo Granada
Don oidor (sodnik Real Audiencias in Chancillerías) Luis Henríquez je 18. julija 1600 na mestu ustanovil naselje z delavci in njihovimi družinami in ga poimenoval Vas Zipaquirá.
2. avgusta 1600 je Henríquez naročil Juanu de Roblesu gradnjo cerkve, ki jo je kasneje rekonstruiral Pedro de Tovar y Buendía, ko je bil župnik Fernando de Buenaventura y Castillo.
Leta 1605 so območje poimenovali Corregimiento de Zipaquirá in ga premaknili na prvotno lokacijo; to je bilo storjeno zaradi omejenega območja na prvotno zasedeni planoti, pa tudi zaradi dejstva, da so španske sile ukazale, da nobenemu Špancu, črncu, mesticu ali mulatu ni dovoljeno živeti v domačih vaseh, tudi če so tam kupili zemljo.
Leta 1623 je španski uradnik Don Francisco de Sosa v skladu z izjavo Alfreda Tinoca imenoval za varovance 321 domačih prebivalcev v "Starem mestu".
5. oktobra 1638 je Gabriel de Carvajal postal skrbnik 771 domačinov v regiji in 125 v Tibitóju.
Leta 1778 so bili po ukazu podkralja Manuela Antonia Flóreza domačini, ki so živeli v kraju Zipaquirá, prepeljani v Nemocón, da bi preprečili nenehne upore prejšnjih lastnikov nahajališč soli.
3. avgusta 1779 je Zipaquirá doživela ustanovitev župnije Svete Trojice in sv. Antona  Padovanskega.
Leta 1852 je mesto Zipaquirá spremenilo svoj status in postalo avtonomna provinca Zipaquirá.
Med špansko rekonkvisto, 3. avgusta 1816, so bili na mestnem trgu usmrčeni tako imenovani mučeniki Zipaquirá.

### Republikansko obdobje
Z ustavo Cundinamarce iz leta 1815 je mesto postalo glavno mesto istoimenske province. 10. julija 1863 je bilo mesto imenovano za glavno mesto suverene države Cundinamarca, čeprav je bil pozneje z odlokom predsednika Moralesa imenovan Funza. Zakon številka 46 z dne 29. aprila 1905 je ustanovil departma Quesada, katerega glavno mesto je bilo Zipaquirá, kar je ostalo tako do leta 1910.

## Geografija
Mesto Zipaquirá leži 48 kilometrov severno od Bogote, povezano s cesto in vlakom. Najbolj znane rudnike soli že od predkolumbovskih časov izkoriščali Muisca. V opuščenem delu rudnika je znamenita solna katedrala. Trg González Forero je središče mesta, obkrožen s čudovitimi stavbami, ki so ohranile svoj kolonialni slog in veljajo za nacionalne spomenike. Na trgu je stolnica, zgrajena med letoma 1760 in 1870, s kamnitim pročeljem, pa tudi mestna hiša in upravna stavba Salinas z zelenimi strehami v republikanskem slogu.
Mesto je doživelo nedavne spremembe, saj so ulice v središču spremenile v cone za pešce, omejili so promet vozil na območju v poskusu ohranjanja in varovanja ter omogočili bolj prijazen vidik za turiste. V okviru te strategije je mesto izvedlo tudi projekt prestrukturiranja postaje Sabana (železniške postaje), ob njej pa še izgradnjo Parque La Esperanza.
Trenutno je dokončana avtocesta Bogotá - Chía - Cajicá - Zipaquirá, ki omogoča hitrejši in varnejši dostop do mesta, saj je bil odsek Cajicá - Zipaquirá eden izmed najbolj izpostavljenih cest v državi.
Zipaquirá ponuja obiskovalcem tipične restavracije, kolonialne hiše, stare skoraj 300 let, turistične agencije, rekreacijske centre, kot je Panaca Sabana, muzeje, obrt in zanimivo maloprodajno infrastrukturo.
V občini je pomembno tudi kmetijstvo, predvsem mlekarstvo in pridelava krompirja. Industrija v regiji je tesno povezana s proizvodnjo, predelavo in rafiniranjem soli. Ocenjena populacija je 130.000 prebivalcev (imenovanih "Zipaquireños").
Ulice, park, hiše in trg spominjajo na obdobje kolonije. Pa tudi komunalno gibanje in domorodni boji so odprli novo poglavje v zgodovini dežele. Danes preko turističnih vodnikov in domačinov avtohtone izvore občine, ki se v avtohtonem jeziku imenuje Chicaquicha, obišče veliko število turistov z vsega sveta.
Med najbolj znanimi dogodki na tem območju so veličastne procesije svetega tedna, ki jih zadnjih 54 let organizira kongregacija Nazarečanov iz Zipaquirá, s procesijami skozi ves teden s čudovitimi španskimi verskimi relikvijami, ki privabljajo tako lokalne prebivalce kot obiskovalce. Turisti aktivno sodelujejo na veliki petek, ko se povorka križevega pota povzpne na Plazoleta del Minero do vhoda v solno katedralo.

### Podnebje
Zipaquirá ima gorsko podnebje, saj leži na približno 2600 m nmv, kar ustvarja povprečno temperaturo 11,5 ° C v mestu, in je razvrščeno kot hladno vreme.
Zgodnja jutra v mestu so lahko zelo mrzla (do 3 °C); nato se temperatura dopoldne dvigne na 10 °C. V naslednjih šestih urah se temperatura v povprečju dvigne na 16 in 17 °C; včasih opoldne na termometru doseže 19 °C, vendar je ta pojav zelo redek in se pojavlja le januarja in decembra. Končno, ponoči temperature počasi padajo, dokler ne dosežejo povprečno 8 °C ob polnoči.
Zipaquirá, ki leži na planoti, prizadenejo vetrovi, ki pihajo ob reki Bogota in močno trčijo v obrobje gore, na kateri je mesto.
Padavine v mestu so običajno v dveh zimskih sezonah; Tako kot v Bogoti so tudi toče zelo pogoste; Te se pojavljajo največ 2 uri v vzhodnem delu mesta, kjer je nadmorska višina okoli 2690 m nmv. Pozebe se pojavljajo v kmetijskem pasu in na barju skozi vse leto; Uničujejo in poškodujejo pridelke.

### Demografija
Mesto je trenutno peto najbolj naseljeno mesto v Cundinamarci s 112.069 prebivalci. Pričakuje se, da se bo z vsem povečanjem trgovskega območja Zipaquirá mesto demografsko povečalo in po številu svojih sosesk, urbanizacij in cest predstavljalo sonaselje z občino Cogua. 

### Rastlinstvo in živalstvo
V Zipaquirá je veliko zelenih površin, zaradi katerih so to pljuča za savano Bogotá. Veliko okrasno drevo, s cvetom, ki se spreminja od magenta do vijolične barve in rdečkasto zunanjo skorjo ter velja za domače na ozemljih, na katerih je mesto, je "sietecueros" ali Andesanthus lepidotus (znana tudi kot andski cvet princese ali grm slave); ime se nanaša na značilnosti drevesnega lubja, za katerega je značilno, da ima več plasti, ki obdajajo deblo.
Največji park v mestu je "Parque de la Esperanza", velika zelena površina, ki meji na železniško postajo Zipaquirá, igrišče in sodoben skate park, ki je bil odprt konec leta 2011, in velja za enega izmed najmodernejši v regiji.

## Gospodarstvo
Zipaquirá je pomembno regionalno središče, kjer so različna podjetja, zlasti za predelavo govejega mesa. Poleg tega igra pomembno vlogo trgovina. Na podeželskem delu občine je kmetijstvo najpomembnejša gospodarska panoga. Pridelujejo krompir, grah in korenje.
Pomemben vir dohodka je tudi turizem. Mesto zaradi solne katedrale obišče okoli 50.000 turistov na leto.

## Solna katedrala Zipaquirá
Zipaquirá je dom tako imenovane Catedral de Sal (katedrala soli), cerkev, zgrajena v celoti iz soli v rudniku soli. Prva solna katedrala je bila odprta leta 1954, vendar je bila zaradi nevarnosti porušitve zaprta za obiskovalce leta 1992. Nova solna katedrala je odprta za javnost od leta 1995.
Podzemna solna katedrala je ena največjih verskih zgradb na svetu: ima tri ladje, dolge 120 metrov in površino okoli 8500 kvadratnih metrov s kupolami, ki so vdrte v slane skale.
V notranjosti jamske cerkve je vse izklesano iz kristala soli: številni monumentalni križi, graciozni angeli in nekaj kipov Madone - vse iz soli. Poleg glavne cerkve so majhne kapelice in Križev pot, katerih 14 postaj je povezanih s številnimi labirintnimi tuneli.

## Slavni Zipaquirčani
Solna prestolnica je v svoji zgodovini združevala velike osebnosti, ki so izstopale na različnih področjih in so proslavile ime Zipaquirá. To so med drugimi:
- Santiago Pérez Manosalva (1830–1900), predsednik Kolumbije od 1874 do 1876
- Carlos Cortés Lee (1859–1928), katoliški duhovnik, teolog, profesor, mislec, pisatelj in politik
- Germán Castro Caycedo (1940–2021), novinar in kronist,
- Efraín Forero (1930–), nekdanji kolumbijski cestni kolesar, zmagovalec 4 državnih prvenstev v cestnem kolesarstvu v letih 1950, 1953, 1954 in 1958 ter prve izvedbe dirke Vuelta a Colombia leta 1951
- Egan Bernal (* 1997), cestni kolesar, ki tekmuje za ekipo INEOS Grenadiers, zmagovalec Tour de France 2019

## Galerija
- Glavni trg
- Železniška postaja
- Kolonialna stavba
- Spomenik rudarju soli
- Stolnica
- Notranjost stolnice
- Arheološko najdišče El Abra
- Solna katedrala